# Glypta improcera
Glypta improcera är en stekelart som beskrevs av Dasch 1988. Glypta improcera ingår i släktet Glypta och familjen brokparasitsteklar. Inga underarter finns listade i Catalogue of Life.